# Gmina zbiorowa Börde Lamstedt
Gmina zbiorowa Börde Lamstedt (niem. Samtgemeinde Börde Lamstedt) – gmina zbiorowa położona w niemieckim kraju związkowym Dolna Saksonia, w powiecie Cuxhaven. Siedziba administracji gminy zbiorowej znajduje się w miejscowości Lamstedt.

## Podział administracyjny
Do gminy zbiorowej Börde Lamstedt należy pięć gmin:
1. Armstorf
2. Hollnseth
3. Lamstedt
4. Mittelstenahe
5. Stinstedt